# (1365) Henyey
(1365) Henyey ist ein Asteroid des Hauptgürtels, der am 9. September 1928 vom deutschen Astronomen Max Wolf in Heidelberg entdeckt wurde.
Der Asteroid ist nach dem US-amerikanischen Astronomen Louis G. Henyey benannt.